# Siloca electa
Siloca electa är en spindelart som beskrevs av Bryant 1943. Siloca electa ingår i släktet Siloca och familjen hoppspindlar. Inga underarter finns listade i Catalogue of Life.